# Списък на най-старите дървета в България
Списъкът на най-старите дървета в България съдържа най-старите известни представители на дървета в България.
Фонът на полето за възрастта е червен, ако дървото е загинало, или зелен – ако е живо и до днес.
| № | Снимка | Име                          | Възраст (години)                              | Вид                              | Местоположение                                                                               | Бележки                                                                                  |
| - | ------ | ---------------------------- | --------------------------------------------- | -------------------------------- | -------------------------------------------------------------------------------------------- | ---------------------------------------------------------------------------------------- |
| 1 |        | Гранитски дъб                | ~1700                                         | обикновен дъб Quercus robur      | Гранит, България                                                                             | Най-старото известно дърво в България. Днес само един от основните му клони е жив.       |
| 2 |        | Байкушева мура               | ~1300                                         | черна мура Pinus heldreichii     | Близо до хижа Бъндерица, Банско, България                                                    | Най-старото иглолистно дърво в България                                                  |
| 3 |        | Златолистки чинар            | 1295                                          | източен чинар Plantus orientalis | В двора на манастира „Св. Георги Победоносец“ в село Златолист, близо до Сандански, България | [ 3 ]                                                                                    |
| 4 |        | Старият бряст                | над 1000                                      | полски бряст Ulmus minor         | В центъра на Сливен, България                                                                | Болното от трахеомикоза дърво претърпява санитарна сеч на всичките си клони през 2018 г. |
| 5 |        | Кръстатият дъб               | ок. 1000                                      | дъб                              | Плана планина, над Кокалянския манастир                                                      | Зимна буря и рязане на ствола от иманяри убиват дървото 2010 г.                          |
| 6 |        | Старият чинар (Стара Загора) | Установена възраст през 1960 г.: 680 години   | източен чинар Plantus orientalis | кв. "Градински", парк „Бедечка“ край Стара Загора                                            | диаметър в основата 3,5 м и обиколка 11 м, а височината му е 17 м.                       |
| 7 |        | Заградски чинар              | Установена възраст през 1968 г.: ~ 600 години | източен чинар Plantus orientalis | Намира се в квартал „Заграде“ на неврокопското село Гърмен                                   |                                                                                          |